# Crotonogyne caterviflora
Crotonogyne caterviflora är en törelväxtart som beskrevs av Nicholas Edward Brown. Crotonogyne caterviflora ingår i släktet Crotonogyne och familjen törelväxter. Inga underarter finns listade i Catalogue of Life.